# Frantz Gilles
Frantz Gilles (Léogâne, 1º novembre 1977) è un ex calciatore haitiano, di ruolo difensore.

## Caratteristiche tecniche
È un terzino sinistro.

## Carriera

### Club
Comincia a giocare al Cavaly. Nel 2001 si trasferisce allo Zénith. Nel 2003 torna al Cavaly.

### Nazionale
Ha debuttato in Nazionale nel 2000. Ha partecipato, con la maglia della Nazionale, alla Gold Cup 2000, alla Gold Cup 2002, alla Gold Cup 2007 e alla Gold Cup 2009. Ha collezionato in totale, con la maglia della Nazionale, 77 presenze e una rete.